# Eccard von Gablenz

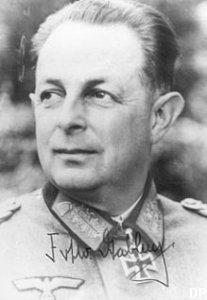
Eccard Freiherr von Gablenz (1944)

Eccard Freiherr von Gablenz (* 26. Januar 1891 in Königsberg; † 17. Dezember 1978 in Rheinbach) war ein deutscher Offizier, zuletzt Generalleutnant im Zweiten Weltkrieg.

## Leben
Freiherr von Gablenz trat Anfang April 1910 als Fahnenjunker in das Kaiser Alexander Garde-Grenadier-Regiment Nr. 1 ein und wurde dort am 18. August 1911 mit Patent vom 20. August 1909 zum Leutnant befördert. Er diente als Offizier, u. a. 1912 als Regimentsadjutant, im Ersten Weltkrieg unter anderem im Stab des Chefs des Generalstabes des Feldheeres.
Nach Ende des Krieges wurde er als Hauptmann in die Reichswehr übernommen, zunächst von 1921 an als Chef der 12. MG-Kompanie im 9. (Preußisches) Infanterie-Regiment. Von 1925 bis 1927 war er Regimentsadjutant bei Infanterie-Regiment 9. Am 1. Januar 1929 wurde er zum Major befördert und übernahm das III. Bataillon seines Regiments. 1931 war er im Wehrkreiskommando II für den Grenzschutz in der Grenzmark zuständig. Er wurde im April 1933 zum Oberstleutnant befördert und genau zwei Jahre später zum Oberst.
Vom 1. Dezember 1935 bis 23. November 1938 war er Kommandeur des Infanterie-Regiments Paderborn, dem späteren 18. Infanterie-Regiment.
Er wurde im Zuge der Kriegsvorbereitungen der Wehrmacht am 1. August 1938 zum Generalmajor befördert. Anschließend war er zunächst Kommandeur der Heeresdienststelle 5 in Dresden, die für den Grenzabschnitt zur Tschechoslowakei verantwortlich war. Am 15. März 1939, dem Tag der deutschen Annexion Tschechiens, nahm Radola Gajda Kontakt mit von Gablenz auf und versprach ihm Loyalität und Zusammenarbeit.
Kurzzeitig war er Kommandeur der Kampfgruppe Netze bzw. Brigade Netze, welche als Grenzschutzbrigade aus zwei Grenzschutzregimentern gebildet worden war und Teil des Grenzschutzabschnittskommandos 12 war. Im August 1939 wurde hieraus die 301. Infanterie-Division, die Mitte Oktober 1939 bereits wieder aufgelöst wurde.
Von Gablenz wurde vorübergehend auch Ortskommandant von Bromberg. Von Oktober 1939 bis Dezember 1939 war er Kommandeur der 32. Infanterie-Division, die beim Überfall auf Polen mitwirkte. Mit der Verlegung der Division aus Polen in die Eifel gab er das Kommando offiziell ab. Im August 1939 wurde die Brigade in die kurz bestehende 301. Infanterie-Division überführt. Anschließend bis 13. Dezember 1941 war er Kommandeur der 7. Infanterie-Division. Nach dem Sieg im Westfeldzug wurden zahlreiche hohe Wehrmacht-Offiziere befördert; in diesem Rahmen stieg von Gablenz zum 1. August 1940 zum Generalleutnant auf. Am 21. Juni 1941 hielt er vor seinen Soldaten folgende Rede:
„Soldaten der 7. Division! Der Führer hat den Angriffsbefehl gegeben. Wir wollen in eiserner Pflichterfüllung den Ruf unserer Division hochhalten und neuen Ruhm und Ehre an unsere Fahnen heften. Der Feind fürchtet uns; wir werden ihn vernichten, wo wir ihn treffen. Ich wünsche Euch Soldatenglück und vertraue auf Euch. Unser altes Losungswort gilt: ,Vorwärts, ran an den Feind!' Es lebe unser Volk, es lebe der Führer!“
Nachdem er Ende Juli 1941 festgestellt hatte, dass die deutschen Soldaten entgegen der Befehlslage plünderten, folgte Mitte August 1941 zur Auffrischung der Essenslager der Befehl zum Ernteeinsatz. Von Ende August bis Mitte September 1941 war die Division in der Roslawl-Nowosybkower Operation eingebunden.
Im Dezember 1941 erhielt er Kommando über das XXVII. Armeekorps bei Moskau. Er trat Anfang Januar 1942 aus Protest wegen Hitlers Haltebefehl von diesem Kommando zurück. Er könne die Verantwortung für die rasche Vernichtung seiner Truppen nicht verantworten und bat darum, vor ein Kriegsgericht gestellt zu werden. Sein Divisionsgericht setzte die Vollstreckung von Strafen gegen Frontbewährung aus.
Von 13. Februar 1942 bis 16. Januar 1943 war er Kommandeur der 384. Infanterie-Division. Kurz vor dem Einschluss der Division im Kessel von Stalingrad wurden er und sein Stab ausgeflogen. Von Mitte März 1943 bis Juni 1944 kommandierte er die Division Nr. 404, welche für die Ersatztruppen im Wehrkreis IV verantwortlich war. Anschließend war er bis Kriegsende einziger Kommandeur der 232. Infanterie-Division, der ehemaligen Infanterie-Division Wildflecken. Diese wurde in Italien um Brescia und Mailand eingesetzt. Am 25. April 1945 entkam die Division als einzige Division der amerikanischen Umschließung der von Marshal Graziani befehligten Truppen. Am 2. Mai 1945 trat eine von der Heeresgruppe C ausgehandelte Teilkapitulation in Kraft; die Division ging in amerikanische Kriegsgefangenschaft.
1957 wohnte er in Mönckeberg. Im Juli 1960 gab es Überlegungen des DDR-Verteidigungsministeriums, über den Kontaktmann Vincenz Müller ein Treffen mit von Gablenz und dem kritisch eingestellten ehemaligen Oberst Bogislaw von Bonin zu organisieren, das einen Austausch zur Politik von Franz Josef Strauß (damals Verteidigungsminister im Kabinett Adenauer III) zum Inhalt haben sollte. Es kam nicht zu einem solchen Treffen.
Eccard von Gablenz war mit Orlanda, geb. von Caprivi, verheiratet. Sein älterer Bruder Adolf (1882–1948) war Regierungsrat und Polizeipräsident in Wiesbaden.

## Auszeichnungen (Auswahl)
- Eisernes Kreuz (1914) II. und I. Klasse
- Militärverdienstkreuz III. Klasse mit Kriegsdekoration[19]
- Verwundetenabzeichen (1918) in Schwarz[19]
- Spange zum Eisernen Kreuz (1939) II. und I. Klasse
- Ritterkreuz des Eisernen Kreuzes am 15. August 1940[9][20]